# فيرا برادفورد
فيرا برادفورد (بالإنجليزية: Vera Bradford)‏ هي عازفة بيانو أسترالية، ولدت في 5 سبتمبر 1904، وتوفيت في 6 يناير 2004.